# Clone Wars Adventures
Clone Wars Adventures – komputerowa gra MMO stworzona na podstawie animowanego serialu Wojny klonów rozgrywającego się w świecie Gwiezdnych wojen. Została wydana 15 września 2010 roku, a jej serwery zostały wyłączone w marcu 2014. Mechanika gry przypominała inną produkcję tego samego studia – Free Realms. Grę można było pobrać za darmo z jej oficjalnej strony. Poza tym w grze była możliwość wykupienia konta premium, dzięki któremu gracz dostawał dostęp do dodatkowych zadań oraz ubrania i inne przedmioty.

## Modele płatności
- F2P – w tej wersji gry gracz nie musiał płacić za grę jednak nie otrzymywał pełnej zawartości gry (nie miał dostępu m.in. do wszystkich ras postaci oraz minigier).
- Abonament – gracz płacił za grę 5.99$ na miesiąc w zamian otrzymując pełną zawartość gry.

## Rasy
- Twórcy udostępnili 6 klas:[2]
- Człowiek
- Klon
- Twi'lek
- Pantoranin (Tylko dla osób z wykupionym członkostwem)
- Togrutanin (Tylko dla osób, które zakupiły Galactic Passport)
- Zabrak (Tylko dla osób z wykupionym członkostwem)

## Minigry
Lista tzw. minigier:
- Attack Cruiser (Tylko dla osób z wykupionym członkostwem)
- Blaster Training
- Card Commander
- Crisis Ziro
- Crystal Attunement (Tylko dla osób z wykupionym członkostwem)
- Daily Holocron (Tylko dla osób z wykupionym członkostwem)
- Daily Spin
- Daily Trivia (Tylko dla osób z wykupionym członkostwem)
- Droid Programming
- Force Perception
- Geonosis Saga
- Lightsaber Duel
- Mine Buster (Tylko dla osób z wykupionym członkostwem)
- Republic Defender
- Republic Gunship (Tylko dla osób z wykupionym członkostwem)
- Saber Strike
- Slicer
- Starfighter
- Star Typer
- Stunt Gungan
- Speeder Bike Racing